# Châteauneuf-sur-Sarthe
Châteauneuf-sur-Sarthe is een plaats en voormalige gemeente in het Franse departement Maine-et-Loire in de regio Pays de la Loire en telt 2607 inwoners (2004). De plaats maakt deel uit van het arrondissement Segré.

## Geschiedenis
Châteauneuf-sur-Sarthe was de hoofdplaats van het gelijknamige kanton tot dit op 22 maart 2015 werd opgeheven en de gemeenten werden opgenomen in het kanton Tiercé. Op 1 januari 2019 werd de gemeente opgeheven en opgenomen in de drie jaar daarvoor gevormde commune nouvelle Les Hauts d'Anjou, waarvan Châteauneuf-sur-Sarthe de hoofdplaats werd.

## Geografie
De oppervlakte van Châteauneuf-sur-Sarthe bedraagt 14,4 km², de bevolkingsdichtheid is 181,0 inwoners per km².
De onderstaande kaart toont de ligging van Châteauneuf-sur-Sarthe met de belangrijkste infrastructuur en aangrenzende gemeenten.

## Demografie
Onderstaande figuur toont het verloop van het inwonertal.
Brissarthe · Champigné · Châteauneuf-sur-Sarthe · Contigné · Cherré · Marigné · Querré · Sœurdres